# Hypojodiet
Het hypojodiet-ion is een oxoanion van jood, met als brutoformule IO−.
Hypojodieten zijn de zouten en esters afkomstig van waterstofhypojodiet of onderjodigzuur (HIO). Er bestaan maar weinig verbindingen met het hypojodiet-ion in hun structuur. Jood bevindt zich in deze verbindingen in oxidatietoestand +I.

## Synthese
Hypojodieten kunnen wordt bereid door een auto-redoxreactie van di-jood in basisch milieu (boven pH 8):
{\displaystyle {\ce {I2 + 2OH- -> I- + IO- + H2O}}}
Deze bereidingsreactie is analoog aan deze van de hypobromieten.

## Eigenschappen
Hypojodieten zijn weinig stabiel. Ze ontleden gemakkelijk tot jodaten en jodiden middels een disproportioneringsreactie:
{\displaystyle {\ce {3IO- -> IO3- + 2I-}}}